# Джонс, Дэниел (1912)
Дэниел Дженкин Джонс (англ. Daniel Jenkyn Jones, валл. Daniel Jones; 7 декабря 1912, Пембрук, Соединённое королевство Великобритании и Ирландии — 23 апреля 1993, Суонси, Великобритания) — британский валлийский композитор. Офицер Ордена Британской империи (OBE).
Он использовал как серийные, так и тональные техники. Широко известны сочинённые им квартеты и тринадцать симфоний, некоторые из которых написаны в его собственной системе «сложных метров», а также его песня на стихотворение «Под сенью Молочного леса» валлийского поэта Дилана Томаса.

## Биография
Родился в Пембруке 7 декабря 1912 года в семье банковского служащего Дженкина Джонса и Маргарет, урождённой Фальконер. Родители Джонса увлекались музыкой: отец был композитором, мать — певицей. В возрасте девяти лет он сам дебютировал, как композитор, сочинив несколько сонат для фортепиано.
С 1924 по 1931 год обучался в школе епископа Гора в Суонси, где увлечение литературой сблизило его с поэтом Диланом Томасом. Продолжил изучать английскую литературу в Университете Суонси. В этот период Джонс и Томас были членами неофициальной группы начинающих художников, которые собирались в кафе «Кардомах» на Касл-стрит в Суонси. Другими членами этой группы были поэт и художник Вернон Уоткинс и художник Альфред Янес. В 1935 году Джонс оставил Суонси. С 1935 по 1938 год он обучался музыке в Королевской академии музыки в Лондоне, где его учителями были Генри Вуд и Гарри Фарджон. В 1935 году он выиграл стипендию Мендельсона, что позволило ему стажироваться в Чехословакии, Франции, Нидерландах и Германии, а также развивать свои навыки лингвиста.
В 1937 году Джонс женился на Пенелопе Юнис Бедфорд, в браке с которой у него родились три дочери. В годы, предшествующие Второй мировой войне, он сочинил свои первые большие оркестровые произведения — «Симфонический пролог» и «Пять пьес для оркестра», и разработал собственную композиционную систему «сложные метры».
Во время войны, с 1940 по 1946 год, служил в звании капитана в разведывательном корпусе, где использовал свои лингвистические способности в Центре кодов в Блетчли-Парк в качестве криптографа и декодера русских, румынских и японских текстов. В 1944 году Джонс женился во второй раз на Ирен Гудхильд, от которой у него родились сын и дочь.
После войны Джонс приобрёл признание, в качестве инновационного композитора. В 1950 году его «Симфонический пролог» занял первое место на конкурсе Королевского филармонического общества. Большая часть его сочинений была написана им на заказы от Фестиваля Британии, фестиваля Суонси, Королевского национального эйстетвода, Би-би-си, Королевского филармонического оркестра и фестиваля Лландаффа. В период с 1945 по 1985 год он написал серию из двенадцати симфоний, каждая из которых была сосредоточена на одном полутоне хроматического масштаба, а в 1992 году добавил к ним ещё одну «Симфонию памяти Джона Фасселла» (его друга, директор фестиваля Суонси). К 1993 году он сочинил восемь струнных квартетов. Джонс много сочинял и в других музыкальных жанрах. На стихи Генри Вогана им была написана кантата «Страна за пределами звезд».
В течение жизни композитора связывала тесная дружба с художниками Верноном Уоткинсом и Кери Ричардсом, композитором Грейс Уильямс и поэтом Диланом Томасом. Помимо написанной им песни на стихотворение друга «Под сенью молочного леса» (1954) и посвящения поэту четвертой симфонии (1954), Джонс редактировал сборники поэзии и прозы Томаса, а в 1977 году опубликовал мемуары «Мой друг Дилан Томас». В 1968 году композитор был удостоен звания офицера Ордена Британской империи.
Он умер в Суонси 23 апреля 1993 года. Его архив хранится в Национальной библиотеке Уэльса в Аберистуите. Портрет композитора кисти Альфреда Джейнса хранится в Национальном музее Кардиффа, а его фотографический портрет работы Бернара Митчелла (1967) входит в собрания Национальной портретной галереи в Лондоне.
В 2008 году актер Адриан Меткалф и композитор Роб Маршалл, соединив композиции и сочинения Джонса и Томаса, дали в их память представление, которое назвали «Уормли», в честь места, где прошло детство композитора.

## Аудиозаписи
- Daniel Jones. «String Quartet No 2» — Дэниел Джонс. «Струнный квартет № 2» (1957).
- Daniel Jones. «Symphony No.13 "In memoriam John Fussell"» — Дэниел Джонс. «Симфония № 13. Памяти Джона Фасселла» (1992) в исполнении Валлийского симфонического оркестра Би-би-си под руководством Ричарда Хиккокса.